# Droga wojewódzka nr 119
Droga wojewódzka nr 119 (DW119) – droga wojewódzka klasy GP w woj. zachodniopomorskim oraz w woj. lubuskim, o długości 78,801 km, biegnąca starym śladem drogi krajowej nr 3. Łączy Szczecin (dzielnica Płonia) z Gorzowem Wielkopolskim. Droga przebiega przez powiat gryfiński, powiat pyrzycki i powiat myśliborski w województwie zachodniopomorskim oraz przez powiat gorzowski w województwie lubuskim.
Zgodnie z Uchwałą Nr VIII/155/15 Sejmiku Województwa Zachodniopomorskiego z dnia 17 listopada 2015 r. pozbawiono kategorii drogi wojewódzkiej oraz numeru 119 drogę w woj. zachodniopomorskim o długości niespełna 11 km łączącą wieś Radziszewo (gmina Gryfino) z miejscowością Gardno. Droga przebiegała przez powiat gryfiński.

## Historia numeracji
W latach 1986–2010 roku trasa była częścią drogi krajowej nr 3 i europejskiej E65 – w 2010 r. oddano do użytku drogę ekspresową S3 ze Szczecina do Gorzowa Wielkopolskiego. Obecny numer i kategorię posiada od 2016 roku, na mocy zarządzenia Generalnego Dyrektora Dróg Krajowych i Autostrad z dnia 22 lipca 2016 r. 31 stycznia 2023 r. podniesiono rangę drogi w województwie lubuskim z gminnej na rzecz drogi wojewódzkiej na mocy zarządzenia nr 4 Generalnego Dyrektora Dróg Krajowych i Autostrad.

## Dopuszczalny nacisk na oś
Od 13 marca 2021 roku na drodze dozwolony jest ruch pojazdów o nacisku pojedynczej osi napędowej do 11,5 tony, z wyjątkiem odcinków oznaczonych znakiem zakazu B-19.

### Do 13 marca 2021
W latach 2005–2010 na drodze dopuszczalny był ruch pojazdów o nacisku na pojedynczą oś do 11,5 tony. W późniejszym czasie mogły poruszać się po niej pojazdy o dopuszczalnym nacisku na oś nieprzekraczającym 8 ton.

## Wybrane miejscowości leżące przy trasie DW119
- Szczecin
- Stare Czarnowo
- Będgoszcz
- Żabów
- Pyrzyce
- Mielęcin
- Mielęcinek
- Dębiec
- Lipiany
- Renice
- Trzcinna
- Smolary
- Gorzów Wielkopolski